# Bataclan

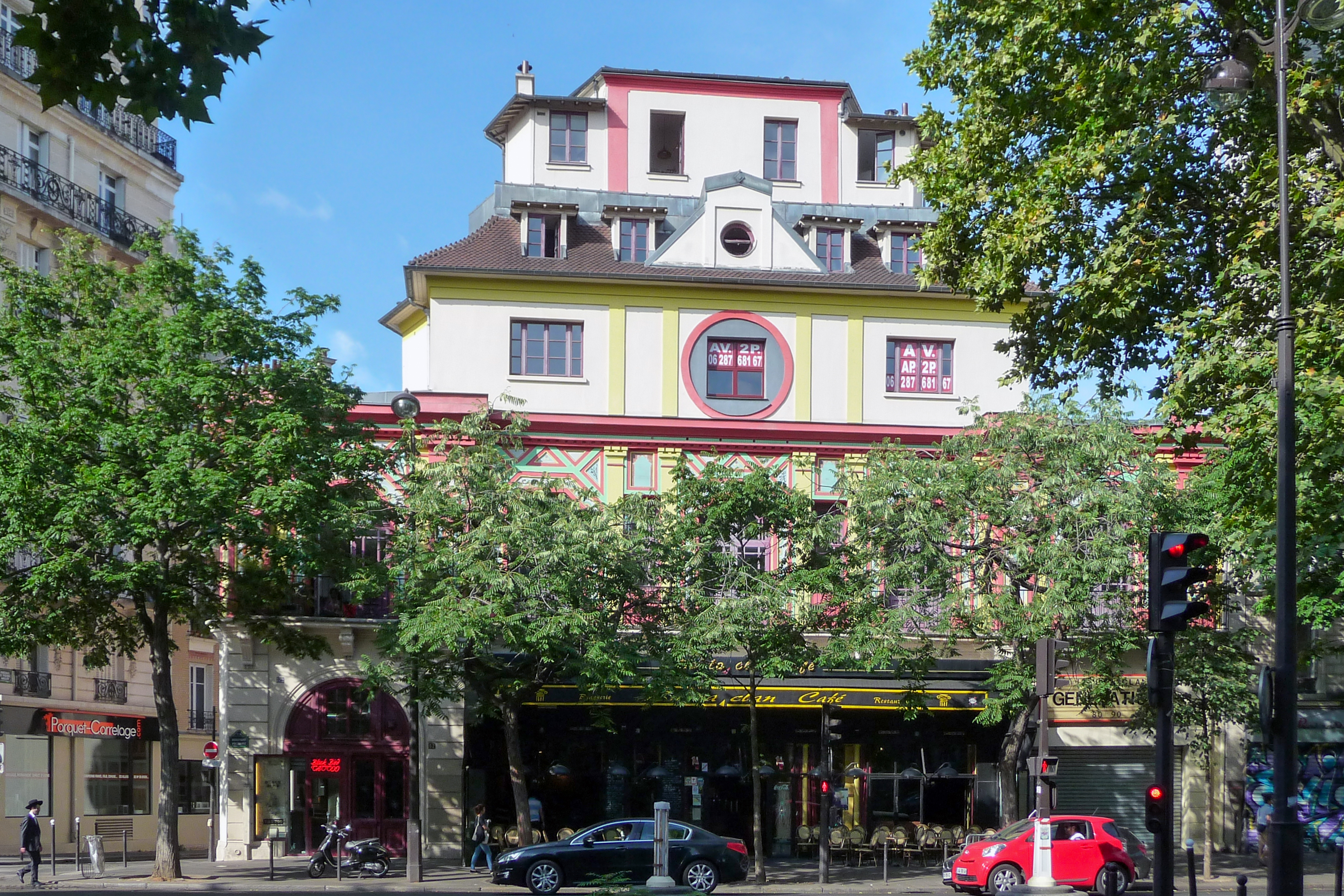
Das Bataclan, Paris 2015

Das Bataclan (ursprünglich Ba-ta-Clan) IPA: [bataklɑ̃] ist ein Pariser Vergnügungsetablissement und Konzertsaal im XI. Arrondissement am Boulevard Voltaire 50 mit ehemals auffällig orientalisierender Architektur. Es wurde von 1864 bis 1865 nach Plänen des Architekten Charles Duval errichtet. Sein Name verweist auf die gleichnamige Operette von Jacques Offenbach (Ba-ta-clan).

## Geschichte

### Anfänge

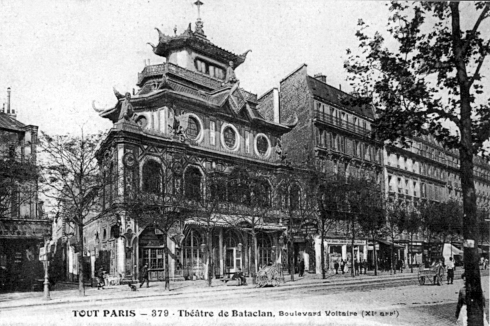
Das Bataclan um 1900

Das Bataclan begann als Café-concert im Stil der Chinoiserie. Im Erdgeschoss befanden sich Café und Theater, im Obergeschoss gab es einen Tanzsaal. Das Dekor umfasste nach zeitgenössischen Berichten unter anderem geflügelte Drachen, Laternen, Fahnen sowie einen als riesigen Fächer gestalteten Vorhang. Zwei Kaskaden (eine blau, eine gelb) sollten die beiden großen Flüsse Chinas symbolisieren. Im Bataclan wurden die Vaudeville-Komödien von Eugène Scribe, Jean-François Bayard, Mélesville und Théophile Marion Dumersan, aber auch Konzerte aufgeführt.
Das Etablissement eröffnete am 3. Februar 1865 unter Leitung von André-Martin Paris und wurde nach der Insolvenz 1892 von dem erfolgreichen Sänger Paulus übernommen. Unter Paulus’ Führung erlebte das Bataclan Höhepunkte mit den seinerzeit recht populären Künstlern Léon Garnier, Fragson, Paula Brébion, Aristide Bruant und den Wild-West-Shows von Buffalo Bill. Nach wechselhaften Schicksalen um die Jahrhundertwende kam es um 1910 wieder in Mode – dank einer aufwändigen Renovierung und einem Revueprogramm, das vor allem José de Bérys gestaltete. Maurice Chevalier feierte hier seine ersten Erfolge. Eine Südamerikatournee der Ba-ta-clan-Truppe wurde allerdings zum finanziellen Desaster.
1926 wurde das Gebäude verkauft und zum Kino umgebaut; ab 1932 war es Tonfilmkino. 1933 wurde das Bataclan durch einen Brand schwer beschädigt (dies betraf vor allem einen Teil der Balkons). Eine partielle Zerstörung bewirkte auch der Umbau von 1950 aus Gründen der Anpassung an neue Sicherheitsbestimmungen. 1969 wurde das Kino geschlossen, und ab 1983 wurde das Etablissement unter André Engel wieder zur „Salle de spectacle“.

### Heute

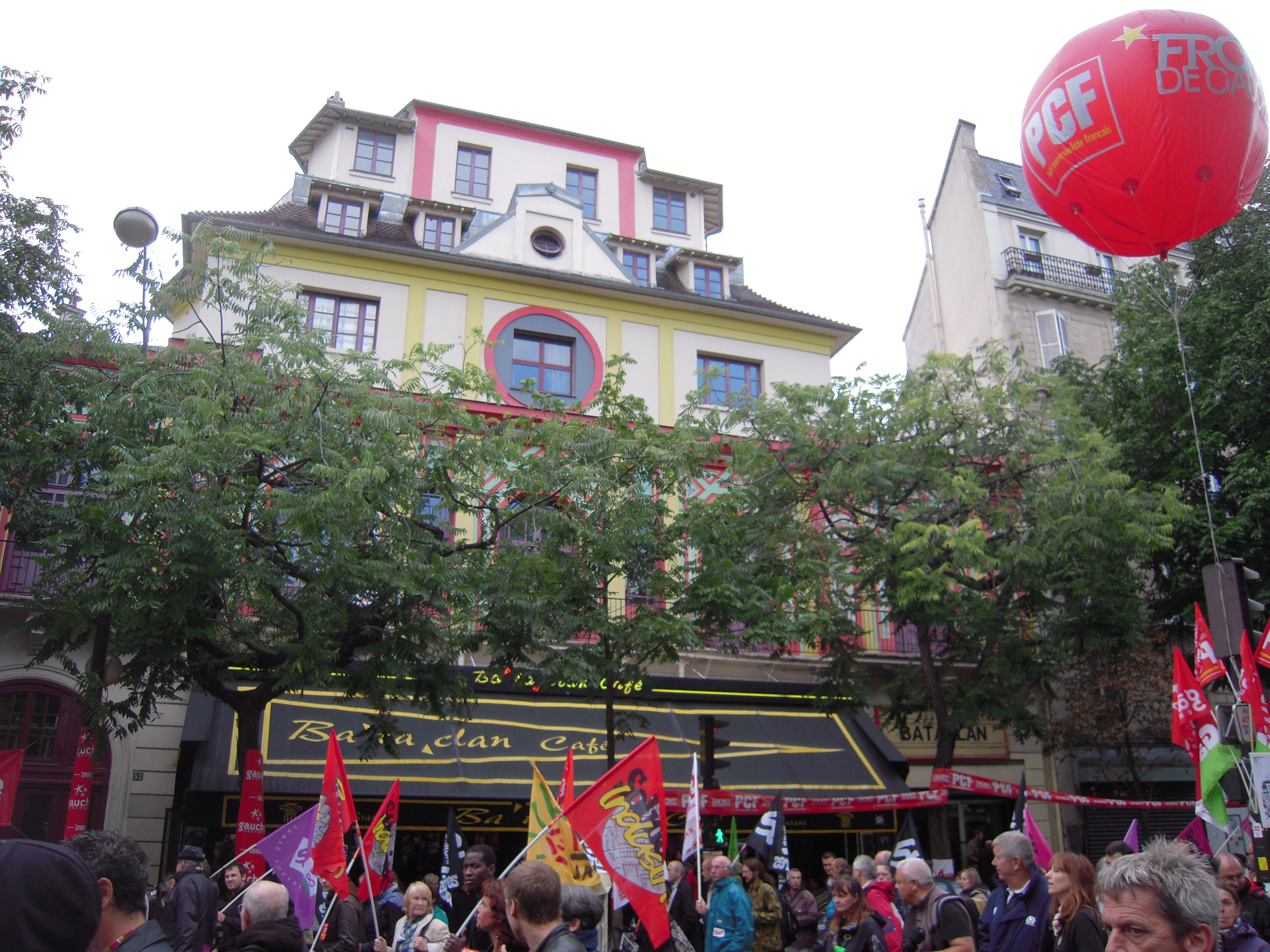
Demonstration am Bataclan, 2013

Heute dient das Bataclan auch für Rock- und Pop-Konzerte sowie andere musikalische und theatralische Veranstaltungen. Am 29. Januar 1972 fand hier der erste gemeinsame Bühnenauftritt von Lou Reed, John Cale und Nico nach der Auflösung von The Velvet Underground statt. Der Mitschnitt war jahrzehntelang nur unter der Hand als Bootleg erhältlich, bis schließlich 2004 eine offizielle CD (Le Bataclan ’72) veröffentlicht wurde. Auch die britische Rockband Genesis trat 1973 hier auf.
Die Saalkapazität beträgt bei Konzerten 1498 Plätze. Die Fassade des Gebäudes wurde bei der letzten Renovierung 2005 in den originalen Farben gestaltet; auf das charakteristische Pagodendach wurde jedoch verzichtet.

### Terroranschlag der Dschihadistenorganisation „Islamischer Staat“ 2015
Am 13. November 2015 wurden im Zuge einer dschihadistischen Terroranschlagserie in Paris hunderte Konzertbesucher während des Auftritts der Band Eagles of Death Metal im Konzertsaal des Bataclan von drei schwer bewaffneten Terroristen als Geiseln genommen. Die Terroristen feuerten mit Kalaschnikow-Sturmgewehren in das Publikum und warfen Handgranaten in die Menge. Einige der Geiseln meldeten Hinrichtungen und baten die Polizei um Erstürmung des Theaters.
Schon zu Beginn des Anschlags gab es viele Todesopfer und Schwerverletzte, insgesamt wurden im Bataclan-Theater 89 Menschen ermordet, 39 weitere starben bei Angriffen ihrer Komplizen auf Cafés und Restaurants in der Nachbarschaft, ein Mann wurde von Attentätern am Stade de France in den Tod gerissen. Zwei kurz nach der Geiselnahme im Bataclan eingetroffenen Polizisten der Brigade anti-criminalité gelang es, einen der Angreifer zu erschießen. Nachdem mehrere Verhandlungsversuche mit den Attentätern scheiterten und diese die Feuergefechte fortsetzten, stürmten Polizeikräfte (RAID, BRI) den Saal und befreiten hunderte versteckter Gäste. Die verbleibenden zwei Terroristen töteten sich durch Auslösen ihrer Selbstmordwesten im Obergeschoss. Bei der Befreiungsaktion wurde ein Polizist verletzt.

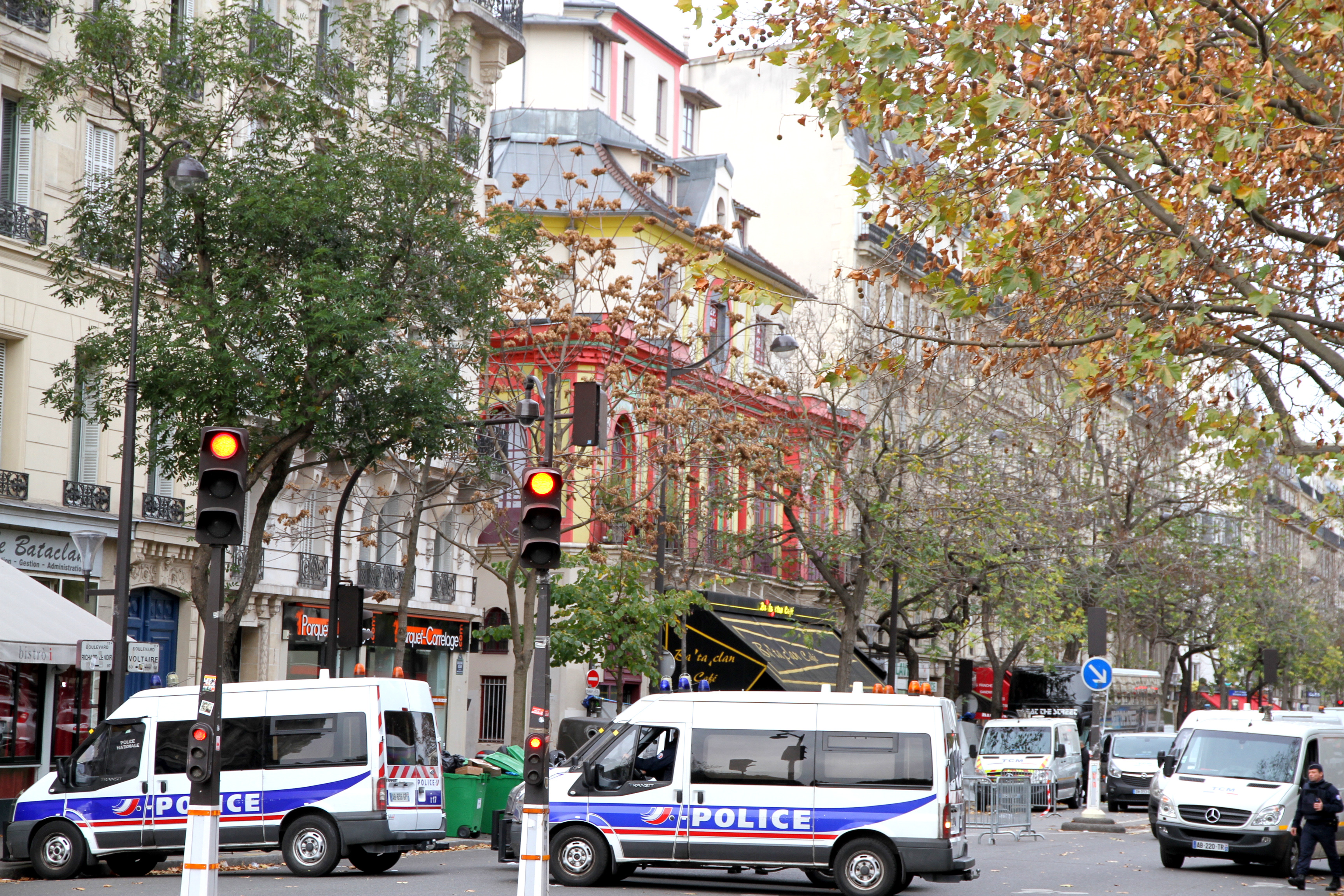
Polizeifahrzeuge am Bataclan-Theater nach den Terroranschlägen, November 2015

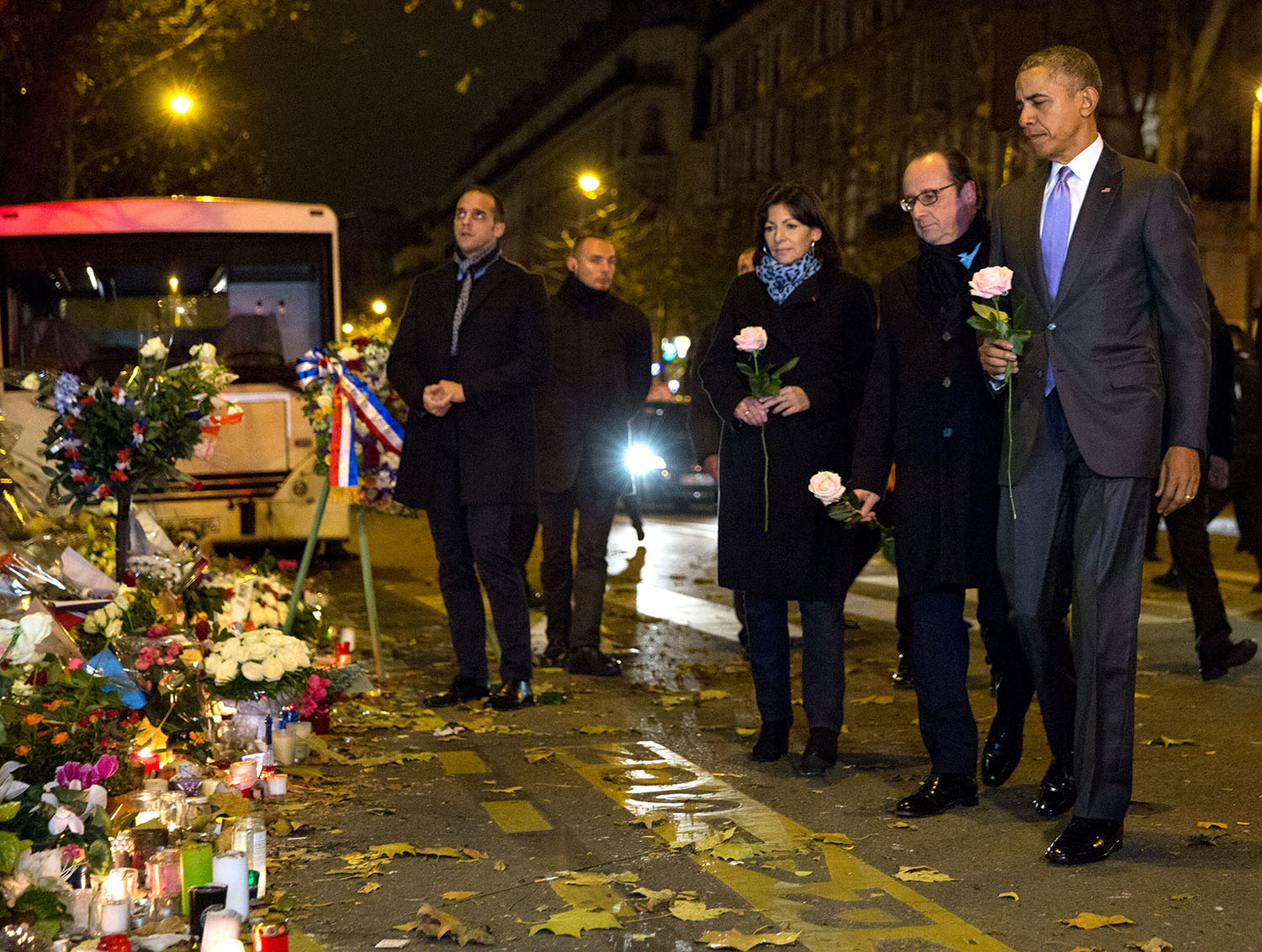
Bürgermeisterin Anne Hidalgo, François Hollande und Barack Obama vor dem Bataclan, November 2015

Sowohl die Mitglieder der österreichischen Vorgruppe White Miles als auch die Eagles of Death Metal entkamen unverletzt dem Schauplatz des Terroraktes. Ein britisches Crew-Mitglied, das den Merchandisestand  betreute, wurde erschossen. Unter den Besuchern des Konzertes befanden sich auch Musiker der US-amerikanischen Metal-Band Deftones, die dort ursprünglich einen Tag später auftreten sollten. Sie entgingen dem Blutbad, weil sie kurz nach Beginn des Hauptkonzerts den Saal verließen.
Zu der koordinierten Anschlagserie bekannte sich die Dschihadistenorganisation „Islamischer Staat“ (IS). In einem Statement bezeichnete der „Islamische Staat“ Paris als „Hauptstadt der Prostitution und des Lasters“. Das Konzert im Bataclan sei ausgewählt worden, weil sich dort „hunderte Götzendiener in einer perversen Feier versammelt“ hätten.
Das Bataclan wird als „Leuchtturm“ des bürgerlich-progressiven und kosmopolitischen Pariser Viertels angesehen, das gekennzeichnet ist durch soziale und ethnische Heterogenität, die in vielen anderen Bezirken verschwunden ist. Im Bataclan sind unter anderem Bands wie MC Solaar, Scred Connexion, Sefyu, Youssoupha und Oxmo Puccino regelmäßig aufgetreten, die Popularität weit über ihre Herkunft in den Banlieues errungen hatten.

### Antisemitische Drohungen
Bereits vor dem dschihadistischen Terroranschlag 2015 war das Bataclan in den Jahren 2007, 2008, 2009 von islamistischen Gruppen massiv bedroht worden. Im Dezember 2008 bedrohte eine Gruppe von rund zehn mit Palästinensertüchern maskierten Demonstranten die Leitung der Konzerthalle, Anlass der Drohungen war die jährlich stattfindende Gala der jüdischen Organisation Migdal zur Unterstützung der israelischen Grenzpolizei Magav. Ein Mitglied der salafistischen Terrorgruppe Dschaisch al-Islam (Armee des Islam) drohte: „Wenn das Bataclan und Migdal wie in den vergangenen Jahren eine Gala für Magav organisieren, die Grenzpolizei der israelischen Armee, werden das die Leute nicht mehr unterstützen, und ihr werdet die Konsequenzen eurer Taten tragen. Das nächste Mal kommen wir nicht zum Reden.“
2009 sprach ein Mitglied des Dschaisch al-Islam (Armee des Islam) eine Drohung gegen das Bataclan wegen seiner „zionistischen Besitzer“ aus.
Im Jahr 2011 erklärte ein Mitglied der salafistischen Terrorgruppe Dschaisch al-Islam bei einem Verhör des französischen Inlandsgeheimdienstes: „Wir planen einen Anschlag auf das Bataclan, weil die Eigentümer Juden sind.“ Ein Anschlag konnte 2011 vereitelt werden. Im September 2015 wurde bekannt, dass sich Dschaisch al-Islam der Dschihadistenorganisation „Islamischer Staat“ angeschlossen hat.

### Nachwirkungen
Während sich am Tag nach den Anschlägen Trauergäste am Ort des Massakers versammelten, spielte Davide Martello eine Instrumentalversion von John Lennons Imagine auf einem mit dem „Peace“-Zeichen bemalten Flügel vor dem Theater. Blumen, Kerzen und Erinnerungen wurden vor dem Bataclan niedergelegt.
Am 17. November 2015 wurde an der Fassade des Bataclan ein Banner mit der Aufschrift La liberté est un monument indestructible (Die Freiheit ist ein unzerstörbares Denkmal) aufgehängt.
Der Guardian schrieb: „Le Bataclan ist schon immer ein Ort der Freude gewesen. Der Ort im Zentrum der Tragödie vom Freitag ist eines der größten Pariser Musikdenkmäler, geliebt von Künstlern und Musikliebhabern.“
Der Co-Manager des Clubs, Dominique Revert, rief beschwörend den Wappenspruch der Stadt Paris in Erinnerung: Fluctuat nec mergitur („Sie schwankt, aber geht nicht unter“), und fügte hinzu, dieses werde „Le Bataclan’s raison d’être“ (d. h. Legitimation) weiterzumachen.

### Wiedereröffnung 2016
Am 12. November 2016 wurde das Bataclan mit einem Konzert von Sting wiedereröffnet. Das ausverkaufte Konzert, an dem auch Angehörige der Opfer des Anschlags teilnahmen, begann mit einer Schweigeminute. Sting sagte zu Beginn des Konzertes: „Heute Abend haben wir zwei Aufgaben in Einklang zu bringen: Zunächst jener zu gedenken, die ihr Leben bei dem Anschlag verloren haben, und dann, das Leben und die Musik an diesem historischen Ort zu feiern.“ Zwei Jahre später nahm die englische Band Idles im Bataclan ihr Livealbum A Beautiful Thing: Idles Live at Le Bataclan auf.